# Metisella meninx
Metisella meninx is een vlinder uit de familie van de dikkopjes (Hesperiidae). De wetenschappelijke naam van de soort is voor het eerst geldig gepubliceerd in 1873 door Roland Trimen.